# 크림레몬
《크림레몬》(くりいむレモン, りぃむレモン, Cream Lemon)은 일본의 오에이신샤(創映新社)에서 제작한 애니메이션 시리즈이다. 《크림레몬》은 단일의 애니메이션을 가리키는 제목이 아니라 페이리더스라는 브랜드를 통해 발매된 일련의 오리지널 비디오 애니메이션 (OVA)를 가리킨다. 이 시리즈의 애니메이션은 각각 독립된 줄거리와 세계관을 가지지만 모두 성애 장면이 삽입되어 있는 것이 특징이다. 1984년 8월 11일에 최초의 시리즈가 발매되었고, 2006년 5월 31일에 마지막 시리즈가 완결되었다.